# Anyuan (Ganzhou)

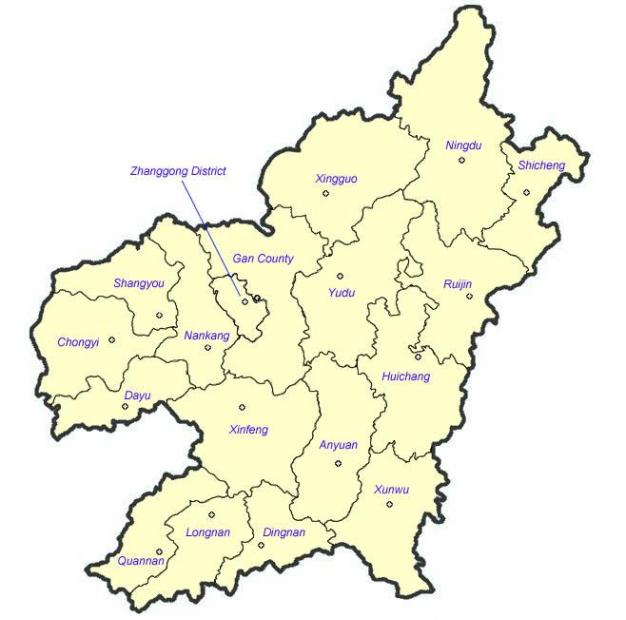
Lage von Anyuan im Verwaltungsgebiet von Ganzhou

Der Kreis Anyuan (chinesisch 安远县, Pinyin Ānyuǎn Xiàn) ist ein Kreis der bezirksfreien Stadt Ganzhou in der Provinz Jiangxi der Volksrepublik China. Er hat eine Fläche von 2.374,59 km² und zählt 340.740 Einwohner (Stand: Zensus 2010).

## Administrative Gliederung
Auf Gemeindeebene setzt sich der Kreis aus acht Großgemeinden und zehn Gemeinden zusammen. 